# Towarzystwo Kursów Naukowych (1978–1981)
Towarzystwo Kursów Naukowych (TKN) – niezależne stowarzyszenie edukacyjne istniejące w Polsce w latach 1978–1981, którego celem było przełamanie monopolu państwa w nauczaniu na poziomie uniwersyteckim. Prowadziło działalność wykładową i wydawniczą, organizowało pomoc stypendialną.

## Historia
Powołanie TKN poprzedziła kilkumiesięczna działalność tzw. Uniwersytetu Latającego, w ramach którego jesienią 1977 odbywały się w Warszawie wykłady poświęcone historii, literaturze oraz myśli politycznej i ekonomicznej. Deklaracja założycielska TKN została ogłoszona 22 stycznia 1978, podpisało ją m.in. czterech członków Polskiej Akademii Nauk, dalszych dwunastu profesorów, ośmiu doktorów habilitowanych i docentów, a także grono pisarzy, poetów i publicystów. 
Pracami towarzystwa kierowała rada programowa, której przewodniczącym był Jan Kielanowski, sekretarzem rady odpowiedzialnym za bieżącą działalność organizacyjną był Andrzej Celiński (razem z nim funkcję tę od czerwca 1980 pełnił Wojciech Ostrowski), skarbnikiem Tadeusz Kowalik (którego w 1981 zastąpił Jerzy Jedlicki), a rzecznikiem prasowym Bohdan Cywiński. Działalność była finansowana przede wszystkim z Fundusz Samoobrony Społecznej KSS „KOR” oraz z dobrowolnych składek, w tym w ramach zbiórek prowadzonych na emigracji. W czerwcu 1979 TKN powołało Kasę Pomocy Naukowej, której celem była pomoc dla represjonowanych naukowców i studentów dla umożliwienia im kontynuowania prac badawczych lub studiów, a także wspieranie niezależnych badań naukowych. Kasą kierowała rada, na której czele stał Władysław Kunicki-Goldfinger. W tym samym roku rozpoczęto także wydawanie tzw. Zeszytów TKN, w których publikowano zapisy kolokwiów, wykładów i prac członków TKN.
Wykłady rozpoczęto w semestrze letnim roku akademickiego 1977/1978, organizowano je w mieszkaniach prywatnych. Odbywały się w Warszawie, Krakowie, Wrocławiu, Łodzi i Poznaniu. Poza stałymi cyklami organizowano także wiele wykładów pojedynczych, a także kolokwia z udziałem specjalistów danej dziedziny nauki.
Władze PRL w różny sposób próbowały utrudnić działalność TKN. Zimą 1978/1979 na niektórych wykładach pojawiały się duże grupy studentów inspirowanych przez Socjalistyczny Związek Studentów Polskich. Grupy te swoim głośnym zachowaniem próbowały uniemożliwić wykłady i dyskusje, a w czasie najgroźniejszych incydentów – 7 i 21 marca 1979 doszło do pobicia wykładowców i uczestników spotkań. Jesienią 1979 kolejne represje m.in. zatrzymywanie wykładowców, rewizje w mieszkaniach członków TKN i przerywanie wykładów przez Służbę Bezpieczeństwa, grzywny na osoby udostępniające mieszkania spowodowały zmianę formuły działania. Zamiast ogólnodostępnych wykładów TKN skupiło się na spotkaniach seminaryjnych dla zamkniętej liczby osób. Spowodowało to znaczne ograniczenie działalności i jej praktyczne wygaśnięcie poza Warszawą.
Po sierpniu 1980 członkowie TKN zaangażowali się w różne inicjatywy niezależne, samo Towarzystwo kontynuowało w warunkach otwartych działalność wykładową i wydawniczą. Jego prace zostały przerwane przez ogłoszenie stanu wojennego 13 grudnia 1981. Pięciu internowanych w obozie w Jaworzu członków rady programowej TKN podjęło w lutym 1982 decyzję o niewznawianiu działalności w warunkach konspiracyjnych.

## Stałe cykle wykładów

### Semestr letni 1977/1978
- Stefan Amsterdamski Społeczne problemy nauki współczesnej
- Władysław Bartoszewski Historia polityczna Polski w latach 1938–1945
- Tomasz Burek Literatura jako wyraz świadomości społecznej
- Bohdan Cywiński Sprawa polska w myśli politycznej i w mentalności społecznej epoki zaborów
- Jerzy Jedlicki Ideologie społeczne i polityczne od Rewolucji Francuskiej do II wojny światowej
- Tadeusz Kowalik Historia gospodarcza i historia myśli ekonomicznej Polski współczesnej
- Jacek Kuroń Społeczeństwo a wychowanie
- Adam Michnik Z dziejów politycznych Polski Ludowej
- Irena Nowak Scentralizowana struktura władzy a życie społeczne
- Adam Stanowski Społeczne problemy wychowania
- Jan Strzelecki Przegląd wielkich dyskusji pierwszego piętnastolecia powojennego
- Andrzej Werner Ideowe oblicze polskiego kina

### 1978/1979
- Stefan Amsterdamski Filozofia wiedzy
- Władysław Bartoszewski Historia polityczna Polski
- Tomasz Burek Wybrane problemy współczesnej literatury polskiej
- Jerzy Jedlicki Przewodnie idee epoki współczesnej
- Tadeusz Kowalik Historia gospodarcza i historia polskiej myśli ekonomicznej (1944–1971)
- Jacek Kuroń Wychowanie a życie społeczne
- Adam Michnik Historia polityczna Polski Ludowej
- Irena Nowak Życie społeczne, a scentralizowane struktury władzy (z powodu choroby zajęcia prowadzili jej asystenci)
- Adam Stanowski Społeczne problemy wychowania
- Zdzisław Szpakowski Kwestia chłopska i ruch ludowy w Polsce
- Wiktor Woroszylski Wybrane zagadnienia historii literatury rosyjskiej

### 1979/1980
- Stefan Amsterdamski Etyczne problemy nauki
- Władysław Bartoszewski Stosunki polsko-żydowskie od roku 1918
- Hanna Buczyńska-Garewicz Moraliści współcześni. Nietzsche, Scheler, Camus
- Bohdan Cywiński Z dziejów najnowszych Kościoła katolickiego
- Andrzej Drawicz Literatura rosyjska XX wieku w kraju i za granicą
- Jerzy Jedlicki Aksjologiczne podstawy polityki
- Marcin Król Polska myśl polityczna XX wieku
- Waldemar Kuczyński Polityka gospodarcza PRL
- Jacek Kuroń Ruch społeczny jako środowisko gospodarcze
- Zdzisław Łapiński Literatura polska na emigracji od roku 1939
- Adam Michnik Postawy światopoglądowe inteligencji polskiej od roku 1945
- Zdzisław Szpakowski Kwestia rolna i ruch ludowy w Polsce XX wieku
- Krzysztof Wolicki Sztuka czytania gazety

## Członkowie
Członkowie-założyciele: Stefan Amsterdamski (członek rady programowej 1980–1981), Stanisław Barańczak, Władysław Bartoszewski, Władysław Bieńkowski, Jacek Bocheński, Marian Brandys (członek rady programowej 1978–1980), Alina Brodzka-Wald, Tomasz Burek, Andrzej Celiński, Mirosława Chamcówna, Bohdan Cywiński, Izydora Dąmbska, Roman Duda, Kornel Filipowicz, Wacław Gajewski, Bolesław Gleichgewicht, Michał Głowiński, Antoni Gołubiew, Joanna Guze, Stanisław Hartman, Maria Janion, Aldona Jawłowska (członek rady programowej 1980–1981), Jerzy Jedlicki (członek rady programowej 1978–1981), Jakub Karpiński, Adam Kersten, Jan Kielanowski, Andrzej Kijowski (członek rady programowej 1978–1980), Tadeusz Kowalik (członek rady programowej 1978–1981), Waldemar Kuczyński, Władysław Kunicki-Goldfinger (członek rady programowej 1980–1981), Edward Lipiński, Jan Józef Lipski, Hanna Malewska, Marian Małowist, Tadeusz Mazowiecki (członek rady programowej 1978–1980), Adam Michnik, Halina Mikołajska, Irena Nowak, Seweryn Pollak (członek rady programowej 1978–1980), Irena Sławińska, Adam Stanowski, Jan Józef Szczepański, Zdzisław Szpakowski, Wisława Szymborska, Marek Tabin, Karol Tarnowski, Andrzej Tyszka, Henryk Wereszycki, Andrzej Werner, Krzysztof Wolicki, Jacek Woźniakowski (członek rady programowej 1980–1981), Adam Zagajewski, Czesław Zgorzelski i Tadeusz Zipser.
Od lutego 1978: Hanna Buczyńska-Garewicz, Maria Dziewicka, Aleksander Hauke-Ligowski, Tadeusz Konwicki, Edward Łukawer, Stanisław Rodziński, Barbara Skarga, Julian Stryjkowski, Wiktor Woroszylski, Maria Wosiek
Od kwietnia 1978: Janina Budkowska, Konrad Górski, Aleksander Jabłoński, Andrzej Krzywicki, Krystyna Starczewska.
Od września 1978: Marek Barański, Kazimierz Brandys, Marcin Król, Wojciech Ostrowski, Paweł Śpiewak, Zbigniew Wierzbicki
Od października 1979: Andrzej Drawicz (członek rady programowej 1980–1981), Bronisław Geremek (członek rady programowej 1980–1981), Bolesław Konorski, Stanisław Krasnowolski
Od wiosny 1980: Jan Waszkiewicz (członek rady programowej 1980–1981)
Od listopada 1980: Ryszard Bugaj, Jerzy Holzer, Leszek Nowak, Zdzisław Łapiński, Maria Joanna Radomska, Krzysztof Śliwiński, Irena Wóycicka
W pracach TKN uczestniczyli również od początku Jacek Kuroń i Jan Strzelecki, chociaż nie podpisali formalnie deklaracji założycielskiej.